# Rádio Internacional da China
A Rádio Internacional da China (CRI) (chinês: 中国国际广播电台, pinyin: Zhōngguó Guójì Guǎngbō Diàntái, ou em inglês:  China Radio International) é uma emissora de radiodifusão internacional da República Popular da China, sediada em Babaoshan, um subdistrito de Pequim. Anteriormente conhecida como Radio Beijing e originalmente Radio Peking, foi fundada a 3 de dezembro de 1941.
A Rádio Internacional da China adotou a posição do governo da República Popular da China sobre questões políticas controversas, como o Estatuto da República da China e o Dalai Lama. Tal como acontece com as empresas de radiodifusão externas como a Voz da América, o Serviço Mundial da BBC e a Rádio Austrália, a CRI desempenha um papel significativo na estratégia do poder brando da República Popular da China. A Rádio Internacional da China já foi transmitida em língua portuguesa, mas desde o fim de setembro de 2019, encerrou as transmissões de notícias em português por ondas ourtas, mantendo apenas um vitrolão de músicas chinesas, exceto no dia 2 de janeiro de cada ano, por ocasião da transmissão do discurso de Ano Novo de Xi Jinping traduzido em Português. O site da emissora segue ativo. Em breve os transmissores de ondas curtas da Rádio Internacional da China em Português serão definitivamente desligados.

## História
A rádio foi introduzida pela primeira vez na China na década de 1920 e 1930. No entanto, poucos domicílios tinham receptores de rádio. Algumas cidades possuíam estações comerciais. Na maioria das vezes, a rádio era utilizada para fins políticos, frequentemente em nível local.
O Partido Comunista da China utilizou a rádio pela primeira vez na cidade de Yan'an em março de 1940, com um transmissor importado de Moscovo. A Rádio Nova China (XNCR) entrou no ar a partir de Yan'an, no dia 30 de dezembro de 1940. A XNCR foi transmitida numa área geográfica maior depois de 1945, e seus programas tornaram-se mais regulares e formais com transmissões de notícias, anúncios oficiais, boletins de guerra, artes e programas literários.
O serviço anglófono começou a 11 de setembro de 1947, transmitido no XNCR a partir duma caverna de Shahe nas Montanhas Taihang, quando a China estava no meio de uma guerra civil, para anunciar as áreas recém-conquistadas e transmitir uma perspectiva política e cultural chinesa para o mundo em geral. A estação foi mudada para a capital, Pequim, quando a República Popular da China foi estabelecida em 1949. Seu nome foi mudado para Radio Peking no dia 10 de abril de 1950 e para Radio Beijing em 1983. No dia 1 de janeiro de 1993 o nome da estação foi novamente alterado, desta vez para China Radio International, a fim de evitar qualquer confusão com a radiodifusão local de Pequim.